# Ubu re
Ubu re (in francese, Ubu roi) è un'opera teatrale di Alfred Jarry, appartenente al ciclo di Ubu di cui costituisce la prima parte, pubblicata il 25 aprile 1896 in Le livre d'Art (rivista diretta da Paul Fort) e rappresentata per la prima volta il 9 dicembre 1896. Le musiche di scena furono composte da Claude Antoine Terrasse. Quest'opera è considerata un'anticipazione del movimento surrealista e del teatro dell'assurdo. Jarry vi mescola provocazione, assurdo, farsa, parodia e umorismo crasso e sbracato.

## Trama
La pièce segue le avventure di Padre Ubu, «capitano dei dragoni, officiale di fiducia di re Venceslao, decorato con l'ordine dell'aquila rossa di Polonia, ex re d'Aragona, conte di Sandomir», e della Madre Ubu. Il Padre Ubu uccide il re Venceslao e s'impadronisce così del trono; poi uccide i nobili e tutti coloro che l'avevano appoggiato. Ma il Padre Ubu deve diffidare del figlio di Venceslao, il principe Bugrelao, che inavvertitamente ha risparmiato e che spera di riconquistare il trono di suo padre.

## I luoghi
La Polonia citata da Jarry è un paese leggendario, mitico ma, allo stesso tempo, ha delle caratteristiche che ricordano la Polonia reale. I principali luoghi in cui è ambientato il dramma sono:
- La Spagna (Aragona, Castiglia)
- La Francia (Parigi, Mondragon)
- La Danimarca (Elsinore)
- La Germania ai tempi del Sacro Romano Impero

Ci sono più di 24 scene, tra le quali:
- Il palazzo reale
- Il campo di battaglia
- La cripta
- Due grotte
- La nave (al termine della pièce)
- La casa di Ubu
- La foresta

## Personaggi
Nella galleria di personaggi della pièce, si riscontrano diverse particolarità: molti di loro non appaiono che per brevi istanti all'interno di una scena, senza più ricomparirvi.
Non tutti sono frutto di fantasia: alcuni, infatti, sono personaggi storici realmente esistiti, come il Re Venceslao o l'Imperatore Alessio, Stanislao Leczinski, Michele Fédérovitch e Giovanni Sobieski.
L'armata russa e l'armata polacca, composte da diverse persone, sono indicate nel dramma originale come un personaggio unico (tutta l'armata russa e tutta l'armata polacca). La macchina decervellatrice, poi, è accreditata come personaggio pur non essendo interpretata da nessun attore.

## Prima rappresentazione
Prima del debutto dell'opera, avvenuto il 10 dicembre 1896 al Théâtre de l'Œuvre di Parigi, Jarry lesse un discorso introduttivo con voce fioca, in modo che fosse quasi impercettibile all'orecchio degli spettatori. Nel discorso annunciò che l'azione si svolgeva «in Polonia, cioè da nessuna parte». Il pubblico si scaldò, e reagì vivacemente fino dal «Merdre!» iniziale: la commedia destò uno scandalo. D'altra parte Jarry, a differenza di Majakovskij ad esempio, che «intendeva realizzare (...) una mediazione fra arte d'avanguardia e pubblico di massa, (...) sapeva (...) di rivolgersi a una ristretta élite».
Anche durante la replica il pubblico reagì, sebbene composto da amici di Jarry: tutto si svolse tranquillamente fino al terzo atto, nel quale un attore faceva la parte della porta della prigione tendendo le braccia; Padre Ubu girò un dito nella mano per aprire la "porta", e questa ruotò di novanta gradi cigolando. Lo stesso Jarry, in Question de théâtre, scrive che l'incomprensione della folla non dipese dall'incomprensione, ma dall'aver capito troppo bene.

## Note sulla commedia

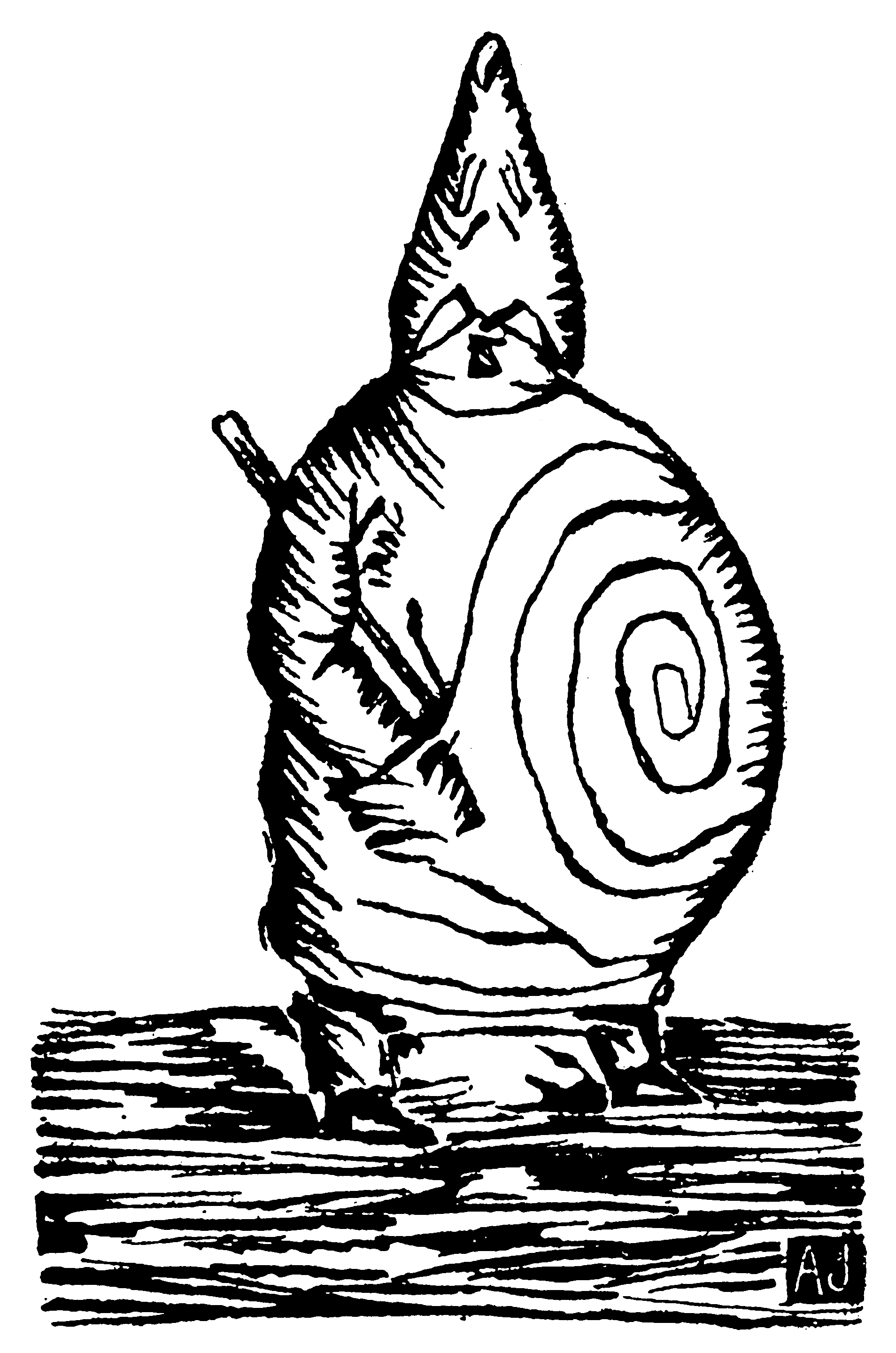
Ubu disegnato da Alfred Jarry